# Districte de Briceni
El districte de Briceni (en romanès Raionul Briceni) és una de les divisions administratives de la República de Moldàvia. La capital és Briceni. L'altra ciutat important és Lipcani. L'u de gener de 2005, la població era de 77.800 habitants.